# 日本第二言語習得学会
日本第二言語習得学会（にほんだいにげんごしゅうとくがっかい、The Japan Second Language Association: J-SLA）は、実証的データに基づいて理論的に第二言語の発達を研究し、第二言語の習得過程を明らかにすることを目的として2001年に設立された学術団体である。年1回国際年次大会を開催し、また年1回機関誌Second Languageを発行している。

## 沿革
- 2001年　設立記念大会および第1回 日本第二言語習得学会年次大会 （J-SLA2001）- このとき、大津由紀雄、中島平三らの講演も。またPacific Second Language Research Forum (PacSLRF) 2001の誘致を行う。
- 2002年　学会誌 Second Language 第１号発行。特別寄稿としてWilliam O'Gradyが論文を寄稿。
- 2010年　第10回年次大会開催（岐阜大学）
- 2016年　Pacific Second Language Research Forum 2016（PacSLRF2016）を主宰。
- 2020年　設立20周年記念大会を予定するも、新型コロナウイルス感染症 (2019年)の影響により延期される。

## 歴代会長
|      | 氏名       | 任期          |
| ---- | ---------- | ------------- |
| 初代 | 白畑知彦   | - 2009年      |
| 2代  | 平川眞規子 | 2009年 - 2015 |
| 3代  | 若林茂則   | 2015年 - 2018 |
| 4代  | 稲垣俊史   | 2018年 - 現在 |

## 学会活動
日本第二言語習得学会は、国内における言語学に関する諸学会（言語系学会連合）のうち、第二言語習得（second language acquisition）を対象とすることを掲げた最初の学会である。その発足の趣旨では「言語研究、母語習得研究などの認知科学研究と同様、純粋な科学研究領域であり、第二言語習得研究の成果が言語教育に対していかなる示唆を含んでいるかという問題は含まれていない。」としており、しばしば対象とする学術的諸分野との関連性を考察する際に引き合いに出される。会長の稲垣俊史は「確かにJ-SLAはSLAのメカニズムに焦点を当て、第二言語教育そのものは研究対象としません。しかし、このことはJ-SLAがSLA研究と第二言語教育は無関係であると考えているということではありません。」、「指導を受けたSLA研究 “instructed SLA” も、SLAメカニズムに光を当てるものであれば、J-SLAにおける重要な研究分野の１つ」であると述べ、学会が対象とする学術的分野の複雑な関係性について言及している。年次大会においては、言語教育にかかわる諸分野の発表も見られる。